# Marijke Jansen

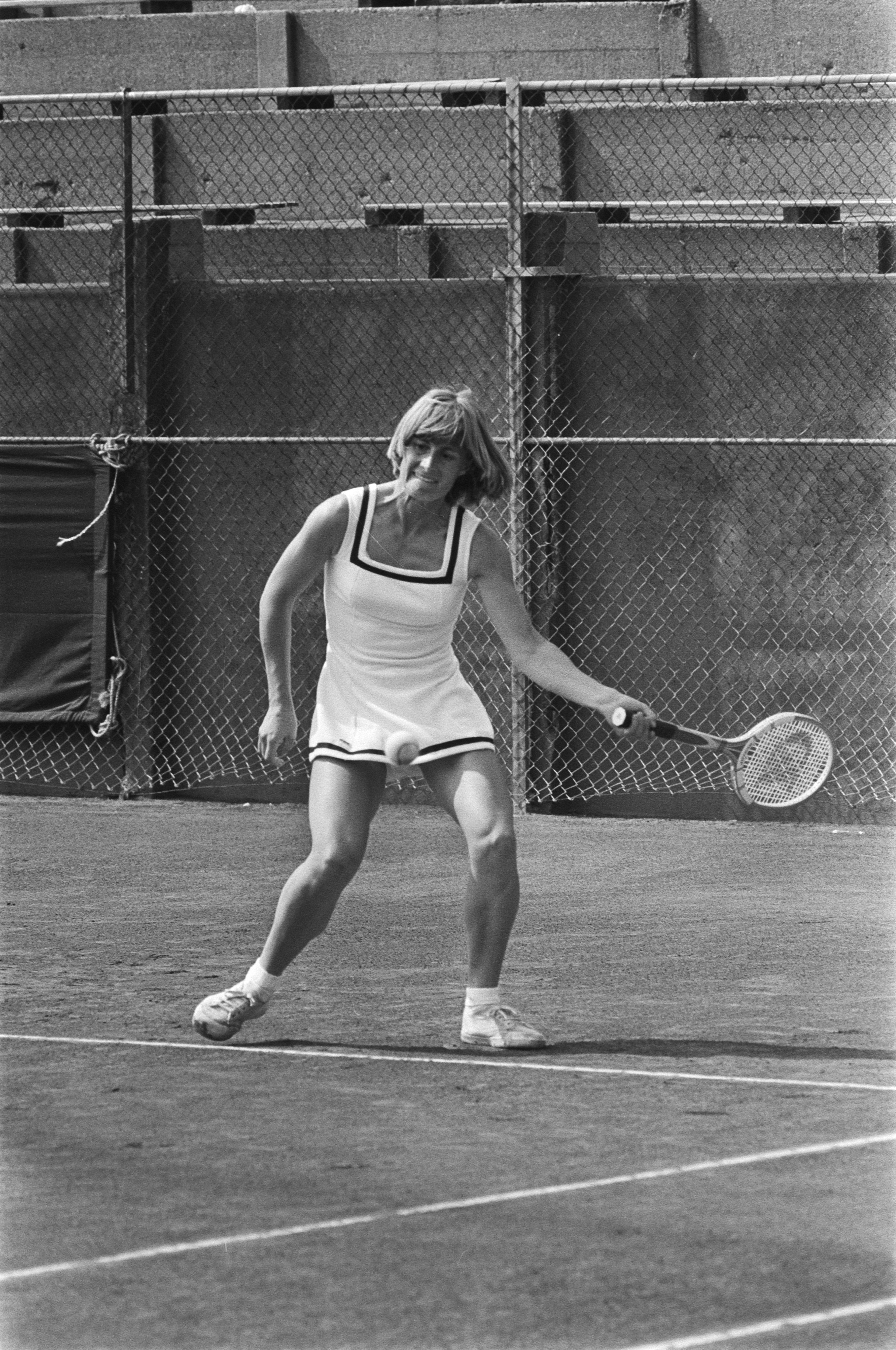
Nationaal tenniskampioenschap 1976

Marijke Schaar-Jansen (Den Haag, 12 november 1944) is een voormalig tennisspeelster uit Nederland. Zij speelde met beide handen een forehand.

## Persoonlijk
Op 23 november 1968 trad Marijke Jansen in het huwelijk met Nico Schaar. Daarna speelde zij onder de naam Marijke Schaar. Hij stimuleerde haar om zich te concentreren op de sport. Sinds haar scheiding gebruikt zij haar meisjesnaam Jansen. Zij is afgestudeerd in de rechten. Voor haar pensionering werkte zij als jurist bij de ANWB. In die hoedanigheid was zij eindredacteur van het juridisch vaktijdschrift Verkeersrecht en samensteller van het (eens per drie jaar in een geactualiseerde editie verschijnende) boek Smartengeld.

## Tennisloopbaan
Jansen won vijf keer de Nederlandse nationale kampioenschappen enkelspel op buitenbanen (in 1968, 1969, 1971, 1973 en 1974).
Daarnaast was zij driemaal nationaal kampioen enkelspel op binnenbanen en driemaal nationaal kampioen in het damesdubbelspel.
In de periode 1969–1974 was Jansen minimaal vier jaar (1969, 1971, 1972 en 1974) de nummer 1 van Nederland.
In de periode 1968–1975 maakte zij (met uitzondering van 1971) jaarlijks deel uit van het Nederlandse Fed Cup-team. Dit team bereikte in 1968 in de Wereldgroep de finale, na in de halve finale het team van de Verenigde Staten te hebben uitgeschakeld – op het gravel van het Roland-Garrosstadion was haar bijdrage: het afrekenen met Mary-Ann Eisel. De dag erna moesten zij tijdens de finale hun meerdere erkennen in het team van Australië – Jansen verloor haar enkelspelpartij tegen Kerry Melville. Met het Fed Cup-team van 1969 stond Jansen in de halve finale in Athene nogmaals tegenover de Verenigde Staten – dit keer moesten zij de VS laten voorgaan; Jansen won weliswaar de eerste set tegen Julie Heldman, maar verloor de partij uiteindelijk in drie sets.
In maart 1969 won Jansen de enkelspeltitel op het toernooi van Cannes (Frankrijk). In de finale versloeg zij haar dubbelspelmaatje Betty Stöve, met wie zij ook de dubbelspelfinale bereikte (maar verloor van het Duitse koppel Katja Ebbinghaus en Kerstin Seelbach). In het gemengd dubbelspel won zij in maart 1970 het toernooi van Monte Carlo, samen met Oostenrijker Peter Pokorny.
Jansen nam veertien keer deel aan een grandslamtoernooi. Ze reisde nooit af naar de Australian Open of naar de US Open. Haar beste prestatie tijdens zes jaren op Roland Garros is het bereiken van de halve finale, in 1971, die ze verloor tegen Evonne Goolagong. Ze versloeg onder anderen Trudy Walhof en nam bovendien in de derde ronde revanche op de (als zevende geplaatste) Julie Heldman. Vijfenveertig jaar lang was Jansen de laatste Nederlandse tennisspeelster die op Roland Garros in het enkelspel de halve finale wist te bereiken. Haar prestatie werd pas in 2016 geëvenaard door Kiki Bertens. De vierde ronde was Jansens beste resultaat op Wimbledon 1971, waar zij acht jaren opeenvolgend meedeed. Ook in het dubbelspel speelde zij zeven keer op Wimbledon, maar bereikte nooit een beter resultaat dan tijdens die ene keer Roland Garros, samen met Trudy Walhof: de kwartfinale in 1971.

## Palmares

### WTA-finaleplaatsen enkelspel
| nr.              | finale     | toernooi              | ondergrond | tegenstandster   | score         |
| ---------------- | ---------- | --------------------- | ---------- | ---------------- | ------------- |
| gewonnen finales |            |                       |            |                  |               |
| 1.               | 1969-03-23 | toernooi van Cannes   | gravel     | Betty Stöve      | 4-6, 6-2, 6-0 |
| verloren finales |            |                       |            |                  |               |
| 1.               | 1969-03-16 | toernooi van Beaulieu | gravel     | Ingrid Loeys     | 2-6, 0-6      |
| 2.               | 1970-03-22 | WTA Nice              | gravel     | Gail Chanfreau   | 5-7, 8-6, 2-6 |
| 3.               | 1971-04-04 | WTA Nice              | gravel     | Jill Cooper      | 1-6, 1-6      |
| 4.               | 1972-07-23 | WTA Kitzbühel         | gravel     | Katja Ebbinghaus | 5-7, 3-6      |
| 5.               | 1972-08-01 | WTA Hilversum         | gravel     | Betty Stöve      | 5-7, 3-6      |
| 6.               | 1974-07-14 | WTA Båstad            | gravel     | Sue Barker       | 1-6, 5-7      |

### WTA-finaleplaatsen vrouwendubbelspel
| nr.              | finale     | toernooi                 | ondergrond | partner      | tegenstandsters                   | score    |
| ---------------- | ---------- | ------------------------ | ---------- | ------------ | --------------------------------- | -------- |
| gewonnen finales |            |                          |            |              |                                   |          |
| geen             |            |                          |            |              |                                   |          |
| verloren finales |            |                          |            |              |                                   |          |
| 1.               | 1969-03-23 | toernooi van Cannes      | gravel     | Betty Stöve  | Katja Ebbinghaus Kerstin Seelbach | 6-8, 3-6 |
| 2.               | 1969-05-03 | toernooi van Bournemouth | gravel     | Ada Bakker   | Margaret Court Judy Tegart        | 1-6, 4-6 |
| 3.               | 1970-03-15 | toernooi van Menton      | gravel     | Trudy Walhof | Marilyn Aschner Gail Chanfreau    | 3-6, 1-6 |

### WTA-finaleplaatsen gemengd dubbelspel
| nr.              | finale     | toernooi                 | ondergrond | partner       | tegenstandsters         | score         |
| ---------------- | ---------- | ------------------------ | ---------- | ------------- | ----------------------- | ------------- |
| gewonnen finales |            |                          |            |               |                         |               |
| 1.               | 1970-03-30 | toernooi van Monte Carlo | gravel     | Peter Pokorny | Éva Szabó Róbert Machán | 4-6, 6-2, 6-4 |
| verloren finales |            |                          |            |               |                         |               |
| geen             |            |                          |            |               |                         |               |

## Resultaten grandslamtoernooien
| Legenda | Legenda                          |
| ------- | -------------------------------- |
| g.t.    | geen toernooi gehouden           |
| l.c.    | lagere categorie                 |
| –       | niet deelgenomen                 |
| G       | uitgeschakeld in de groepsfase   |
| 1R      | uitgeschakeld in de eerste ronde |
| 2R      | uitgeschakeld in de tweede ronde |
| 3R      | uitgeschakeld in de derde ronde  |
| 4R      | uitgeschakeld in de vierde ronde |
| KF      | uitgeschakeld in de kwartfinale  |
| HF      | uitgeschakeld in de halve finale |
| F       | de finale verloren               |
| W       | het toernooi gewonnen            |
| w-v     | winst/verlies-balans             |

### Enkelspel
| Toernooi        | 1968 | 1969 | 1970 | 1971 | 1972 | 1973 | 1974 | 1975 | w-v |
| --------------- | ---- | ---- | ---- | ---- | ---- | ---- | ---- | ---- | --- |
| Australian Open | –    | –    | –    | –    | –    | –    | –    | –    | 0-0 |
| Roland Garros   | –    | –    | 1R   | HF   | 3R   | 1R   | 1R   | 1R   | 4-6 |
| Wimbledon       | 3R   | 2R   | 3R   | 4R   | 1R   | 2R   | 1R   | 1R   | 6-8 |
| US Open         | –    | –    | –    | –    | –    | –    | –    | –    | 0-0 |

### Vrouwendubbelspel
| Toernooi        | 1968 | 1969 | 1970 | 1971 | 1972 | 1973 | 1974 | w-v |
| --------------- | ---- | ---- | ---- | ---- | ---- | ---- | ---- | --- |
| Australian Open | –    | –    | –    | –    | –    | –    | –    | 0-0 |
| Roland Garros   | –    | –    | –    | KF   | –    | –    | –    | 1-1 |
| Wimbledon       | 1R   | 1R   | 1R   | 1R   | 2R   | 2R   | 2R   | 2-7 |
| US Open         | –    | –    | –    | –    | –    | –    | –    | 0-0 |